# Cúmul de Coma
|  | Per a altres significats, vegeu «Cúmul estel·lar de Coma». |

El cúmul de Coma o Abell 1656 és un gran cúmul de galàxies format per més d'un miler de galàxies i que es pot observar en la direcció de la constel·lació Coma Berenices. Forma part del supercúmul de Coma.
La distància mitjana d'aquest cúmul al sistema solar és d'uns 140 mpc (uns 450 milions d'anys llum). Les galàxies més brillants del cúmul tenen magnituds aparents de 13 a 14. La part central està dominada per dues galàxies el·líptiques supergegants, la NGC 4889 i la NGC 4874, que determinen el moviment de tot el sistema. Aquestes dues galàxies tenen un diàmetre de 330.000 i 260.000 anys llum respectivament; ambdues són molt més grans que la nostra Via Làctia (100.000 anys llum).